# Элизабет ван Кулемборг
Элизабет ван Кулемборг (нидерл. Elisabeth van Culemborg; 30 марта 1475, Хогстратен — 9 декабря 1555, Кулемборг), госпожа Хогстратена — первая придворная дама Маргариты Австрийской.

## Биография
Старшая из шести дочерей Яспера II ван Кулемборга (ум. 1504) и Жанны Бургундской (ум. 1511), внучка великого бастарда Антуана Бургундского.
Семья Кулемборгов принадлежала к числу наиболее влиятельных фамилий Гельдернско-Утрехтско-Голландского пограничья. После смерти трех своих братьев Элизабет стала наследницей Хогстратена, Борселена и прочих владений.
В юности была представлена матерью при дворе герцога Бургундии Филиппа Красивого в Брюсселе. После женитьбы Филиппа в 1496 году стала придворной дамой Хуаны Арагонской и Кастильской. В 1501 году вышла замуж за Жана де Люксембурга, сеньора де Виль, первого камергера герцога Бургундского. После смерти Филиппа и назначения Маргариты Австрийской штатгальтером Нидерландов стала ее первой придворной дамой.
Жан де Люксембург умер в сентябре 1508, и через семь месяцев Элизабет вышла вторым браком за Антуана де Лалена, сеньора де Монтиньи, одного из политических руководителей Габсбургских Нидерландов. В 1516 году передала мужу в дар Хогстратен и еще несколько сеньорий, возведенных в 1518 году в ранг графства. Супруги часть времени проводили при дворе в Брюсселе, где владели большим особняком, часть в своих владениях: замке Кулемборг, дворце в Мехелене, и главной резиденции в замке Хогстратен.
В 1520 году в Хогстратене был основан Антоновский коллеж, но проект не удался, и в 1532 году заведение было преобразовано в богадельню. Церковь Святой Екатерины в Хогстратене была почти закончена ко времени смерти Антуана в 1540 году. Этот памятник архитектуры был разрушен при бомбардировке в 1944 году и частично восстановлен в 1957.

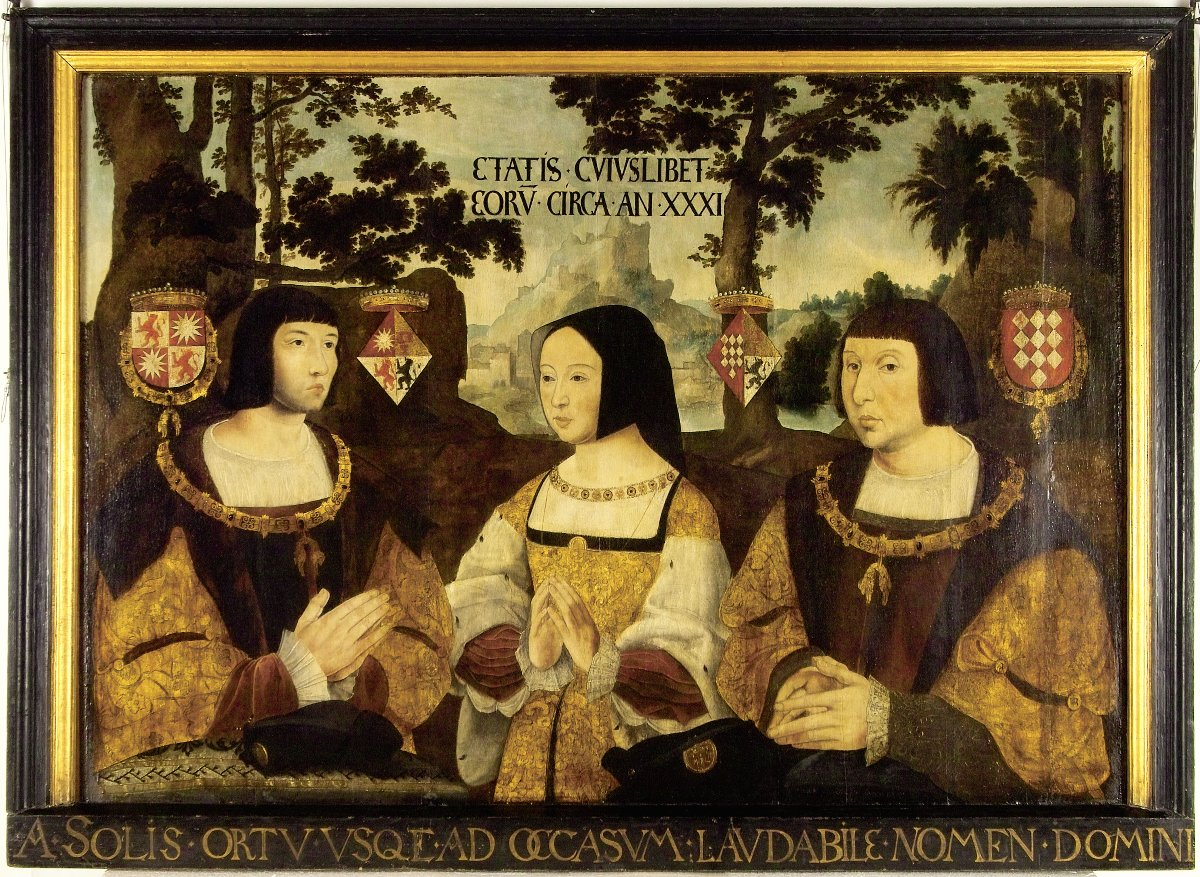
Жан де Люксембург, Элизабет ван Кулемборг и Антуан де Лален

Детей в обоих браках не было. После смерти Антуана наследником владений стал его племянник Филипп I де Лален, но Элизабет продолжала пользоваться узуфруктом с Кулемборга, в котором прожила последние годы, занимаясь управлением городом и благотворительностью. Будучи ревностной католичкой, пыталась бороться с распространением протестантизма, для чего пригласила в Кулемборг иезуитов.
Умерла 9 декабря 1555, и была погребена в Хогстратене, в построенной мужем фамильной усыпальнице Лаленов, а сердце в монастыре клариссинок в Кулемборге.
По завещанию оставила значительные средства в виде ренты на организацию двух сиротских приютов в Кулемборге и Хогстратене. Кулемборгский приют, основанный в 1560 году, стал первым подобным заведением в Северной Голландии, и действовал до 1952 года, после чего в его здании разместили библиотеку и музей.